# Luigi Antonio Sabbatini
Luigi Antonio Sabbatini (Albano Laziale, Itàlia, 1732 – Pàdua, Vèneto, 29 de gener de 1809) fou un musicòleg i compositor italià del Classicisme.
Entrà en l'orde de Sant Francesc i fou enviat a Bolonya, on tingué per mestre al cèlebre Martini, completant després la seva educació musical a Pàdua amb Vallotti. A aquest el succeí com a mestre de capella de la basílica de Sant Antoni de Pàdua i abans ho havia estat dels Dotze Apòstols de Roma.
A banda de diverses composicions religioses, la majoria de les quals van quedar inèdites, se li deu; Gli elementi teorici della musica colla pratica ne'medesimi, in duetti e terzetti a canone (1789, 1795, 1803); La vera idea delle musicali numeriche signature (1799); Trattato sopra le fughe musicali (1805), i Notizie sopra la vita e le opere del R.P. Fr. V. Vallotti.